# 影史百大華語電影
影史百大華語電影是一項電影選舉，由臺北金馬影展執行委員會主辦，選出影史百大華語電影與50大華語導演。

## 百大華語電影名單
以下電影僅計至2009年。
| | | | |
| - 小玩意（1933） - 神女（1934） - 大路（1935） - 馬路天使（1937） - 十字街頭（1937） - 一江春水向東流（1947） - 小城之春（1948） - 林家舖子（1959） - 星星月亮太陽（1962） - 梁山伯與祝英台（1963） - 早春二月（1963） - 養鴨人家（1964） - 舞台姊妹（1965） - 龍門客棧（1967） - 獨臂刀（1967） - 藍與黑（1967） - 破曉時分（1968） - 董夫人（1970） - 俠女（1971） - 再見阿郎（1971） - 精武門（1972） - 秋決（1972） - 猛龍過江（1972） - 母親三十歲（1973） - 天才與白痴（1975） - 半斤八兩（1976） - 醉拳（1978） - 汪洋中的一條船（1978） | - 撞到正（1980） - 光陰的故事（1982） - 投奔怒海（1982） - 風櫃來的人（1983） - 兒子的大玩偶（1983） - 海灘的一天（1983） - 小畢的故事（1983） - 新蜀山劍俠（1983） - 黃土地（1984） - 玉卿嫂（1984） - 童年往事（1985） - 青梅竹馬（1985） - 警察故事（1985） - 戀戀風塵（1986） - 恐怖分子（1986） - 英雄本色（1986） - 紅高粱（1987） - 倩女幽魂（1987） - 流氓大亨（1987） - 老井（1987） - 稻草人（1987） - 胭脂扣（1988） - 悲情城市（1989） | - 阿飛正傳（1990） - 牯嶺街少年殺人事件（1991） - 大紅燈籠高高掛（1991） - 武狀元黃飛鴻（1991） - 喜宴（1992） - 阮玲玉（1992） - 秋菊打官司（1992） - 藍風箏（1992） - 青少年哪吒（1992） - 無言的山丘（1992） - 霸王別姬（1993） - 戲夢人生（1993） - 愛情萬歲（1994） - 陽光燦爛的日子（1994） - 重慶森林（1994） - 活著（1994） - 東邪西毒（1994） - 飲食男女（1994） - 多桑（1994） - 大話西遊（1995） - 女人四十（1995） - 甜蜜蜜（1996） - 春光乍洩（1997） - 小武（1997） - 香港製造（1997） - 河流（1997） - 海上花（1998） - 洞（1998） - 黑暗之光（1999） - 鎗火（1999） - 一個都不能少（1999） | - 臥虎藏龍（2000） - 一一（2000） - 花樣年華（2000） - 站台（2000） - 鬼子來了（2000） - 少林足球（2001） - 藍色大門（2002） - 無間道（2003） - 盲井（2003） - 可可西里（2004） - 功夫（2005） - 無米樂（2005） - 三峽好人（2006） - 頤和園（2006） - 瘋狂的石頭（2006） - 色，戒（2007） - 海角七號（2008） - 天水圍的日與夜（2008） - 不能沒有你（2009） |

## 50大華語導演
|                                                                                       |                                                                                     |                                                                                     |                                                                                     |                                                                               |
| - 侯孝賢 - 楊德昌 - 王家衛 - 李安 - 胡金銓 - 張藝謀 - 蔡明亮 - 李行 - 許鞍華 - 陳凱歌 | - 關錦鵬 - 李翰祥 - 費穆 - 徐克 - 賈樟柯 - 陳可辛 - 宋存壽 - 姜文 - 吳宇森 - 周星馳 | - 萬仁 - 杜琪峰 - 王童 - 劉偉強 - 張作驥 - 麥兆輝 - 袁牧之 - 張毅 - 蔡楚生 - 吳永剛 | - 孫瑜 - 田壯壯 - 曾壯祥 - 程小東 - 陳果 - 許冠文 - 羅維 - 鄭君里 - 白景瑞 - 魏德聖 | - 唐書璇 - 謝晉 - 婁燁 - 張徹 - 陶秦 - 馮小剛 - 莊益增 - 顏蘭權 - 易文 - 陸川 |

## 書籍出版
由台北金馬影展執行委員會籌劃主辦的《光影的長河－影史百大經典華語電影》專書，於2011年10月由田園城市出版。

## 外部連結
- 影史百大華語電影